# 锡布萨格尔
锡布萨格尔（Sibsagar），是印度阿萨姆邦锡布萨格尔县的一个城镇。总人口54482（2001年）。

## 人口
该地2001年总人口54482人，其中男性30320人，女性24162人；0—6岁人口5302人，其中男2776人，女2526人；识字率81.49%，其中男性为83.27%，女性为79.26%。